# Burg Malbrouck
Die Burg Malbrouck, auch Burg Meinsberg, in alten historischen Büchern auch „Münzburg“ genannt, ist eine komplett renovierte mittelalterliche Burganlage in Manderen im französischen Département Moselle in der historischen Region Lothringen unweit der Grenze zu Deutschland.

## Architektur

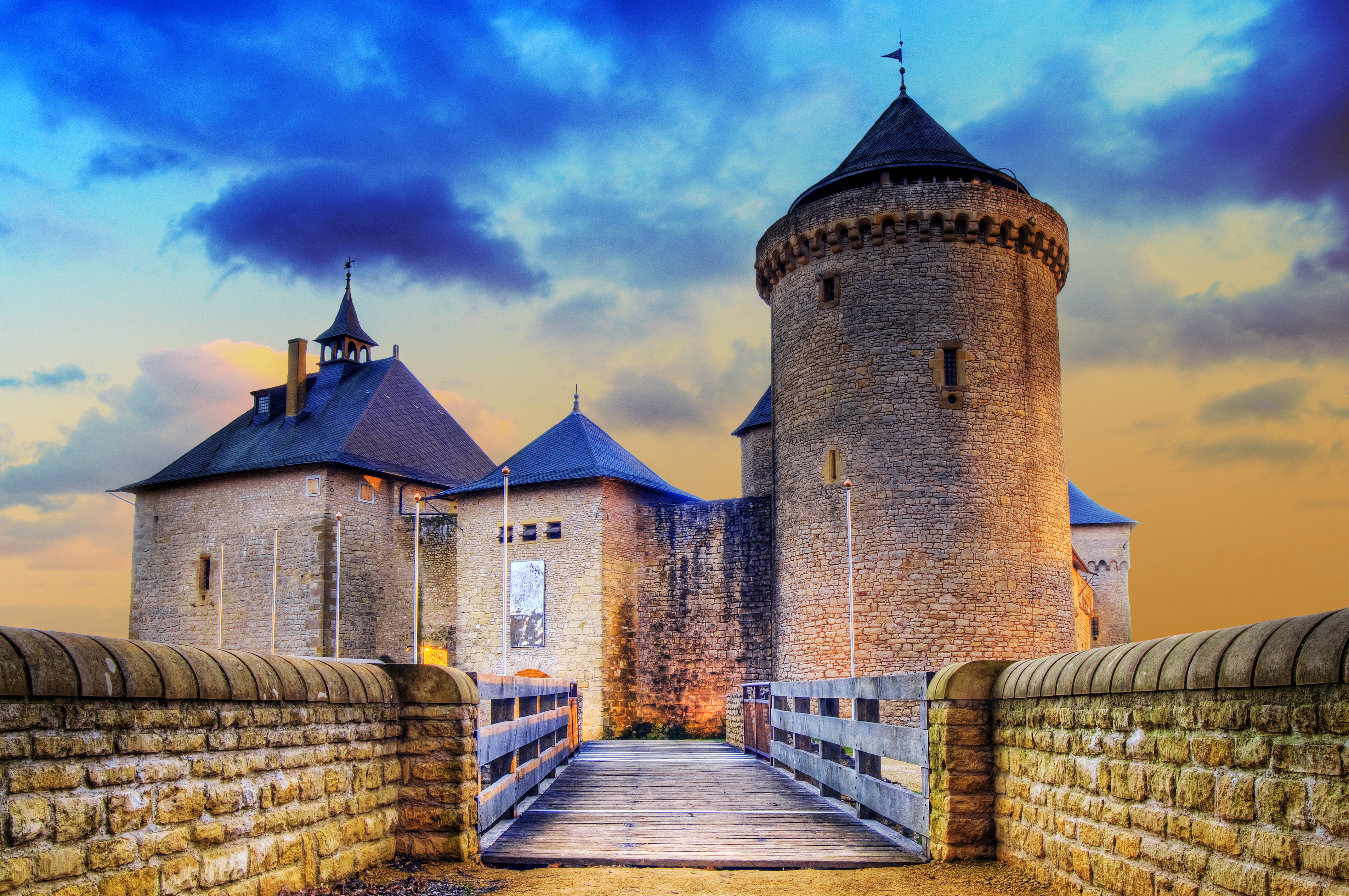
Eingangsbereich der Burg

Die Höhenburg ist eine nahezu rechteckige Anlage mit einer Seitenlänge von 50 Meter im Süden, 66 Metern im Osten, 68 Metern im Westen und 49 Metern im Norden. Von den vier Ecktürmen sind drei rechteckig, einer ist rund. Die Burg erhebt sich weithin sichtbar auf der Spitze des kegelförmigen Meinsbergs im Dreiländereck Frankreich-Deutschland-Luxemburg.

## Name
Der Name Château de Malbrouck für die Burg Meinsberg geht auf eine Begebenheit zurück, die eher anekdotischen Charakter hat. Er bezieht sich auf den englischen Feldherrn John Churchill, 1. Duke of Marlborough, der in Frankreich als Malbrouck bekannt ist. Während des Spanischen Erbfolgekriegs marschierte Marlborough 1705 mit 100.000 Mann von Trier an der Mosel entlang gegen Frankreich. Er wurde vom französischen Marschall de Villars blockiert, der mit weniger als 50.000 Mann bei Sierck bereitstand. Marlborough wählte die Burg als Hauptquartier und wartete auf Unterstützung durch den Markgrafen von Baden, die jedoch ausblieb. Marlboroughs Truppen ging der Nachschub aus, und seine Armee begann sich aufzulösen. Schließlich musste Marlborough sich bei Nacht und Nebel auf Trier und Maastricht zurückziehen. Die Burg Meinsberg befindet sich in unmittelbarer Nähe der Ortschaften Oberperl, Eft und Büschdorf.

## Geschichte
In den Jahren 1419 bis 1434 errichtete Arnold VI. von Sierck (1366–1455) die Burg. Sein Sohn Jakob wurde 1439 Erzbischof von Trier. Kaiser Friedrich III. erhob die Herrschaft 1442 zur Reichsgrafschaft. Aufgrund fehlender männlicher Erben gelangte die Herrschaft später an die Familie des Grafen von Sayn, danach fiel das Lehen an Karl Ludwig, Graf zu Sulz. Die Grafschaft übte hauptsächlich über die von Lothringen und Kurtrier gemeinsam verwaltete Burg Montclair an der Saarschleife einen besonderen Einfluss auf den unteren Saargau rund um Merzig und auf verschiedene Vogteien an der Obermosel aus. Nach verschiedenen weiteren Besitzern fiel die Anlage in der Französischen Revolution an den Staat, der sie 1793 versteigerte. In der Folge verfiel sie zusehends. 1930 wurde die Burg unter Denkmalschutz gestellt. 1975 kaufte das Département Moselle die Ruine und ließ sie restaurieren. 1998 waren die Arbeiten abgeschlossen. Die Burg wird seitdem für Ausstellungen und Veranstaltungen genutzt.